# مبارز در قفس
مبارز در قفس (به انگلیسی: Cagefighter) یا مبارز در قفس: جهان‌ها برخورد می‌کنند (به انگلیسی: Cagefighter: Worlds Collide) فیلمی محصول سال ۲۰۲۰ و به کارگردانی جسی کوئینونس است. در این فیلم بازیگرانی همچون الکس مونتاگنانی، جان ماکسلی، جینا گرشان، کریستین، چاک لیدل، لوک راکهلد، الیجاه بیکر و برد پیکت ایفای نقش کرده‌اند.